# Джосер
Джо́сер (егип. Ḏsr — «священный») — фараон Древнего Египта из III династии, являющийся её основателем, правивший приблизительно в 2665-2645 годах до н. э. Ему приписывают строительство самой первой пирамиды в истории древнеегипетского государства, построенной его визирем, архитектором, верховным жрецом, казначеем, врачевателем и мудрецом Имхотепом.
Джосер в настоящее время считается сыном последнего фараона II династии Хасехемуи и царицы Нимаатхеп. При Джосере окончательно завершился процесс объединения Верхнего и Нижнего Египта в единое могущественное государство. Столицей страны окончательно стал город Мемфис («Белые стены»). Манефон утверждает, что III династия происходила из Мемфиса. Джосер положил начало захоронениям фараонов в мемфисском некрополе; его отец Хасехемуи был последним, похороненным в Абидосе.

## Имена фараона

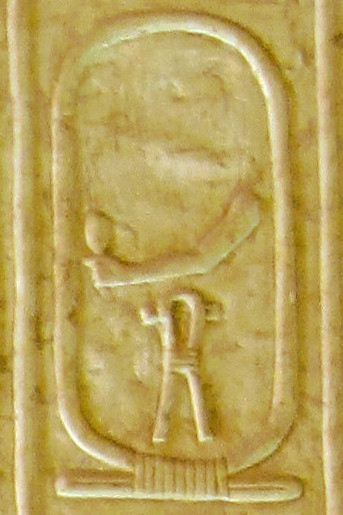
Картуш Джосер-Са (Джосера) в Абидосском списке фараонов (№ 16). Привлекает внимание стёртость первых иероглифов в картуше

Согласно Саккарскому списку этого фараона звали Джосер, что означает «Святой», «Священный». Однако Туринский папирус добавляет к этому имени ещё одно слово, которое обычно читают как Ит, и которое скорее должно читаться как Джосерти. Манефон сократил имя Джосерти до Toсортро(с) (это  в передаче Африкана; у Евсевия Кесарийского он назван Сесортос, а в армянской версии Хроники Евсевия он упомянут как Сесотрус) и назвал этого царя вторым правителем III династии. В Абидосском списке фараонов имя Джосера сохранилось не полностью, можно прочесть …-Джосер-са. Однако имя Джосер является более поздней версией, которая не употреблялась долгое время после его смерти и впервые встречается лишь в период XII династии (Среднее царство). В современных ему надписях Джосер известен под «хоровым» именем Нечерихет, «Божественный плотью». Именно это имя начертано на монументах, построенных во время царствования Джосера. О том, что Нечерихет и Джосер — один и тот же человек, известно из граффити эпохи Нового царства и более поздних надписей. Его титул как царя «народа Сета» — Ра-Нуб (то есть иероглиф солнечного бога Ра над знаком нуби) — найден в Ступенчатой пирамиде. Однако в его гробнице в Бет-Халлафе иероглиф нуб следует за именем Нечерихет.
| G5 |

| G5 |

| R8 | D21 · F32 |

| R8 | D21 · F32 |

| R8 | X1 · D21 | O29 · X1 · F51A |

| R8 | X1 · D21 | O29 · X1 · F51A |

| G16 |

| G16 |

| R8 | D21 · F32 |

| R8 | D21 · F32 |

| G8 |

| G8 |

| S12 |

| S12 |

| N5 · S12 |

| N5 · S12 |

| G5 · Z1 · S12 |

| G5 · Z1 · S12 |

| nswt&bity |

| nswt&bity |

| HASH | D45 | V17 |

| HASH | D45 | V17 |

| HASH | D45 | V17 |

| HASH | D45 | V17 |

| HASH | D45 | V17 |

| HASH | D45 | V17 |

| HASH | D45 | V17 |

| HASH | D45 | V17 |

| D45 · r |

| D45 · r |

| D45 · r |

| D45 · r |

| D45 · r |

| D45 · r |

| D45 · r |

| D45 · r |

| V10A | D45 · r | M17 | HASH · X1 | G7 | V11A |

| V10A | D45 · r | M17 | HASH · X1 | G7 | V11A |

| D45 · r | Y1 · S12 |

| D45 · r | Y1 · S12 |

| D45 · r | Y1 · S12 |

| D45 · r | Y1 · S12 |

| D45 · r | Y1 · S12 |

| D45 · r | Y1 · S12 |

| D45 · r | Y1 · S12 |

| D45 · r | Y1 · S12 |

| R8 | X1 · N33 | O29 · D45 |

| R8 | X1 · N33 | O29 · D45 |

| R8 | X1 · N33 | O29 · D45 |

| R8 | X1 · N33 | O29 · D45 |

| R8 | X1 · N33 | O29 · D45 |

| R8 | X1 · N33 | O29 · D45 |

| R8 | X1 · N33 | O29 · D45 |

| R8 | X1 · N33 | O29 · D45 |

## Упоминание в источниках и период правления
Манефон утверждает, что правитель уделял внимание литературе и был столь искусен во врачевании, что его отождествляли с Асклепием, греческим богом-покровителем медицины. Также он сообщает, что Джосер построил храм из тёсанного камня, будучи одним из первых, кто это сделал. Его почитали спустя годы как одного из величайших фараонов древности. В Берлине хранится статуя, изображающая царя XII династии Сенусерта II, поклоняющегося Джосеру. Его имя упоминается на одной из вотивных табличек почитателей быка Аписа периода XXII династии. Известно о жрецах Сенебефе и Яхмосе, оправлявших культ его духа во времена XXVI династии, а также об архитекторе Хнумибре, жившем в следующем столетии и отметившем, что его род достиг высокого положения ещё при Джосере.
Согласно Туринскому папирусу, правление фараона длилось 19 лет и 3 месяца. Манефон утверждает, что Джосер правил 29 лет. Однако числа, записанные этим историком, в той искажённой форме, в которой до нас дошёл его список фараонов, настолько не соответствует истине в этом и следующих периодах, что на них не стоит обращать внимания. Данные Туринского папируса выглядят более убедительными.

### «Стела голода»

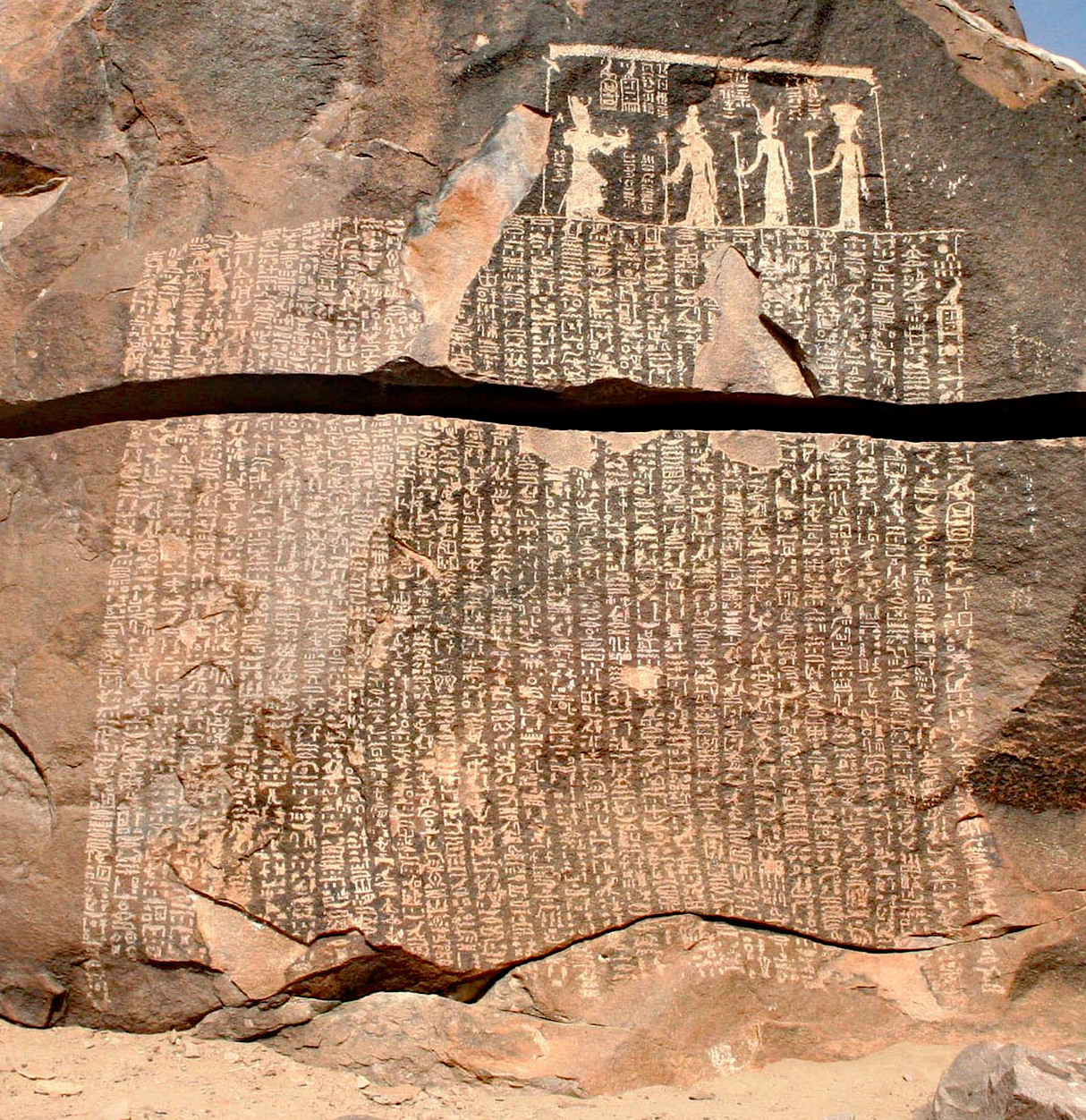
«Стела голода»

В районе первого порога Нила на скале острова Сехель есть надпись, составленная во времена Птолемеев, но история, рассказанная в ней, вероятно, основана на фактах. На 18-м году царствования Джосера, когда правителем Юга был некий князь по имени Медир, в Египте случился страшный голод. Князь получил от фараона письмо следующего содержания: 

«Сообщаю тебе о скорби, поразившей меня на моём великом троне, и о том, как болит моё сердце из-за ужасного бедствия, что случилось, ибо Нил не поднимается [достаточно] в течение семи лет. Зерна не хватает, нет овощей, нет никакой пищи, каждый крадёт у своего соседа. Когда люди желают пойти, у них нет сил двигаться. Ребёнок плачет, юноша еле шевелит ногами. Сердца стариков разбиты отчаянием, их ноги подводят их, они падают на землю, руки их сжимают животы. Мои советники не могут дать совет. Когда амбары открываются, из них выходит только воздух. Всё разрушено».
Затем фараон спрашивает князя, знает ли он, где поднимается Нил и к какому богу ему следует обратиться за помощью. Он выражает желание отыскать священные книги, чтобы найти в них ответ, как нужно поступить. Князь немедленно отправляется на север ко двору и объясняет царю, что подъёмом реки управляет бог Хнум, который высвобождает её воды из своего храма на острове Абу (Элефантине). Тогда царь со своим двором отправляется в этот город, чтобы обратиться к богу с мольбой в его святилище. Когда он зашёл в храм, жрецы скрыли его занавесами (?) и очистили святой водой. Затем фараон совершил жертвоприношения богам этой области, и обратился с жалобами к статуе Хнума. Хнум выразил свой гнев, потому что его храм срочно нуждался в восстановлении, и сказал, что дарует обильные урожаи, если о нём позаботятся надлежащим образом. Фараон немедленно издал указ, передав храму земли по обеим сторонам реки, лежащие между островом Сехель и островом Токампсо (вероятно, речь идёт об острове Дерар, находящемся недалеко от Дакки в Нижней Нубии. Иными словами, Джосер передал жрецам Хнума ту труднопроходимую и узкую часть долины Нила, которая впоследствии была известна как Додекасхен, то есть «Двенадцатимилье» (схен — мера длины, равная примерно 10,5 км). Это была земля Уауат, расположенная к югу от египетской границы. Если верить этому рассказу, то по меньшей мере 130 км дикой страны за пределами южной границы, проходившей в районе острова Сехель, были подвластны Джосеру.

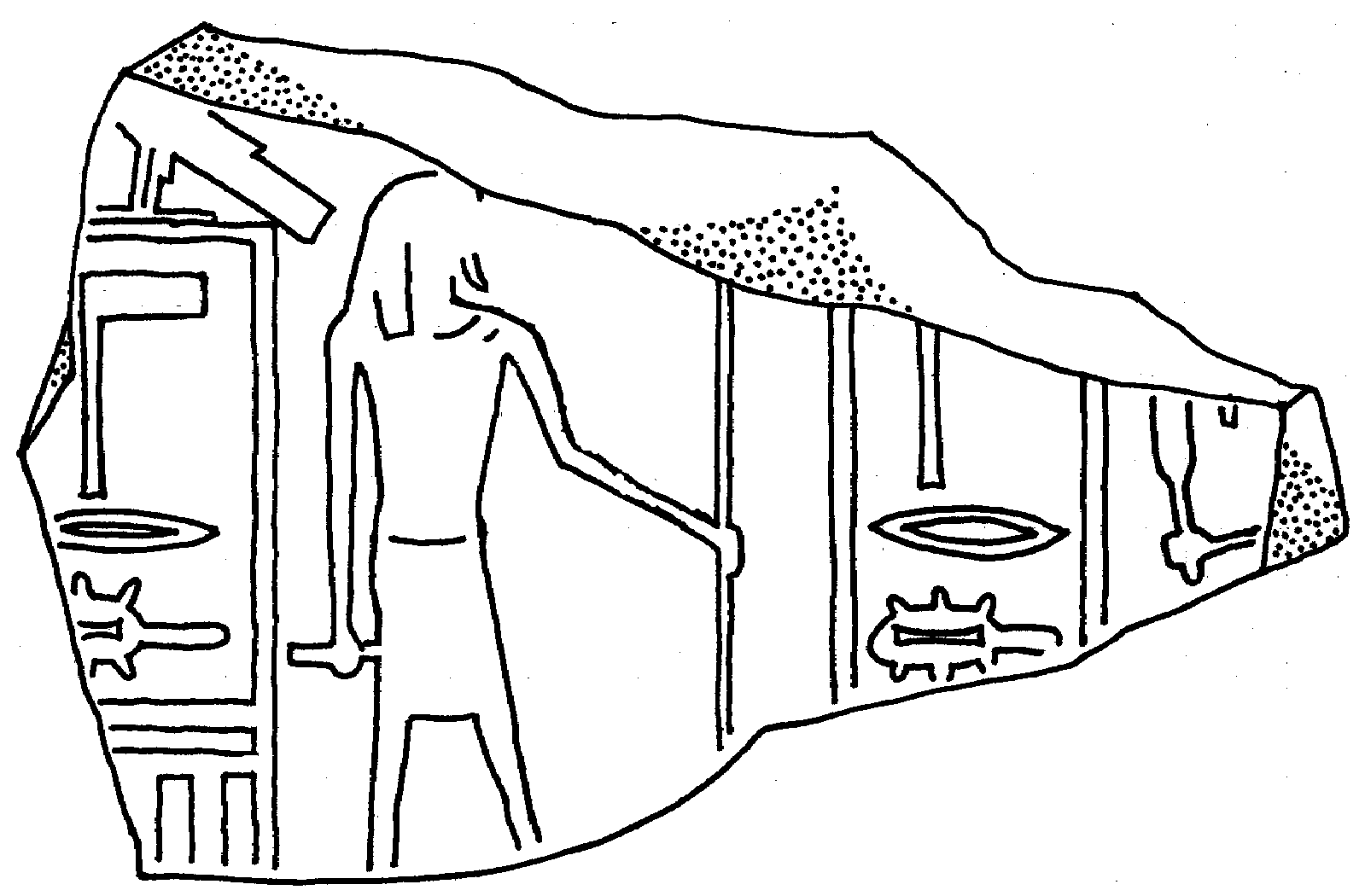
Фрагмент глиняной печати с именем Нечерихет. Гробница Хесира. Саккара

Также предписывалось взимать налог с берущих из реки воду, наравне с рыбаками, птицеловами и всеми, кто жил за счёт даров Нила. Рабочие золотых копей и начальники караванов, возвращающиеся из пустыни по путям выводящим к Элефантине, также облагались налогом. Был назначен особый чиновник, который должен был определять ценность их товаров и наказывать уклоняющихся от выплат битьём палками.
На острове Филэ есть ещё одна надпись птолемеевского периода, где говорится, что Джосер передал ту же самую территорию жрецам Исиды. Похоже, обе надписи представляют притязания соперничающих жречеств Исиды и Хнума на эти земли, и при этом каждая сторона обращается за поддержкой своих прав ко времени Джосера, который жил тридцатью веками ранее. Сам спор не важен, хотя можно сказать, что священнослужители Хнума скорее имели право на эту область, поскольку культ Исиды на острове Филэ и прилегающих территориях имеет гораздо более позднее происхождение. Однако интересно, что Джосера помнили как мудрого и могущественного правителя спустя три тысячелетия после его смерти.

### Победы на Синайском полуострове

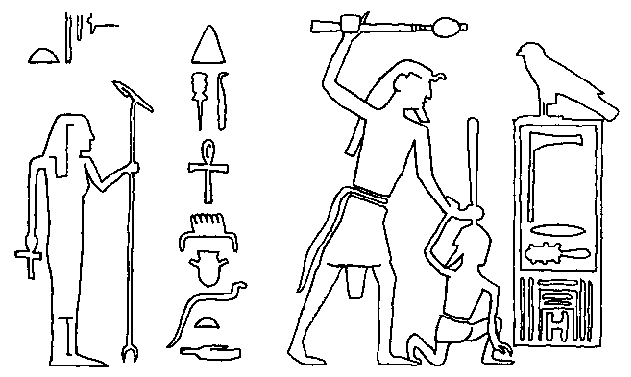
Барельеф Джосера в Вади-Магхара

Фараон оставил своё имя (Нечерхет) и в другой части Египта, за пределами северо-восточной границы, на скалах Синайского полуострова, богатого месторождениями бирюзы и меди. Около древних разработок меди в Вади-Магхара на Синайском полуострове сохранились барельефы, повествующие о победах Джосера над жившими здесь племенами бедуинов. Эти барельефы были обнаружены английской экспедицией в 1904 году. Барельефы изображают типичную сцену царского триумфа — царя, заносящего свою булаву над головой поверженного азиата. Около фигуры азиата помещено хорово имя царя Джосера — Нечерхет. Позади царя изображена фигура стоящей богини, имя которой не сохранилось (возможно, это богиня Хатхор, которая считалась покровительницей области Синайских медных рудников). Вертикальная иероглифическая надпись содержит довольно обычную формулу: «дарующая процветание, крепость, жизнь и радость сердца во веки веков». Особенный интерес представляет другая помещенная тут же иероглифическая надпись, содержащая следующие имена и звания чиновников, входивших в штаб данной экспедиции: «начальник воинов царской экспедиции, начальник пустынной области Нетанх, состоящий при азиатах Хени, царский плотник Мерииб». Это была крупная военная экспедиция, снаряженная на Синайский полуостров с целью завоевания всего района медных рудников. Судя по надписи, этот район был присоединен к Египту под названием «пустынная область», во главе которой был поставлен особый чиновник.

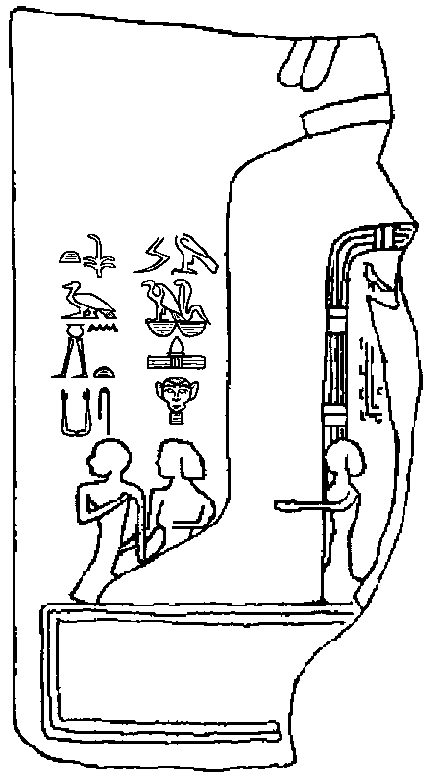
Фрагмент рельефа Джосера из храма в Гелиополе

В результате завоевательных походов страна получила много рабочей силы, которую использовали при строительстве. В древнем городе Оне на восточном берегу Нила, к северу от Мемфиса, который греки называли Гелиополем, Джосер построил храм или часовню из камня, украшенную рельефами высокого качества. Сохранился фрагмент рельефа, который ныне находится в Египетском музее в Турине (Инв. № 2671/211). Фараон изображён сидящим на троне, но от него сохранились только ноги. Возле его ног в значительно меньших размерах изображены его дочь Инеткас и его жена Хетепхернебти. Ещё одна фигура человека изображена подходящей сзади к ноге фараона и обнимающей её. Надпись, передающая её имя, очень плохо сохранилась. Возможно его следует читать как Нианх-Хатхор и это ещё одна дочь Джосера. Однако такое прочтение имени довольно спорно.
На известняковых блоках, происходящих из храма Хатхор в Гебелейне, среди прочего, изображён фараон. Ныне эти блоки находится в Египетском музее в Каире и Египетском музее в Турине. Однако никаких имён, на основании которых можно было бы отождествить этого фараона, не сохранилось. Только на основании стилистики исследователи предполагают, что изображения относятся либо к концу II династии, либо к началу III династии. Уильям Стивенсон Смит считал их работами времён Джосера, Тоби Уилкинсон, с другой стороны, более склонен отнести их к его предшественнику Хасехемуи.
Но наиболее выдающимся творением Джосера была его ступенчатая пирамида и комплекс заупокойного храма при ней.

## Поминальный комплекс Джосера в Саккаре

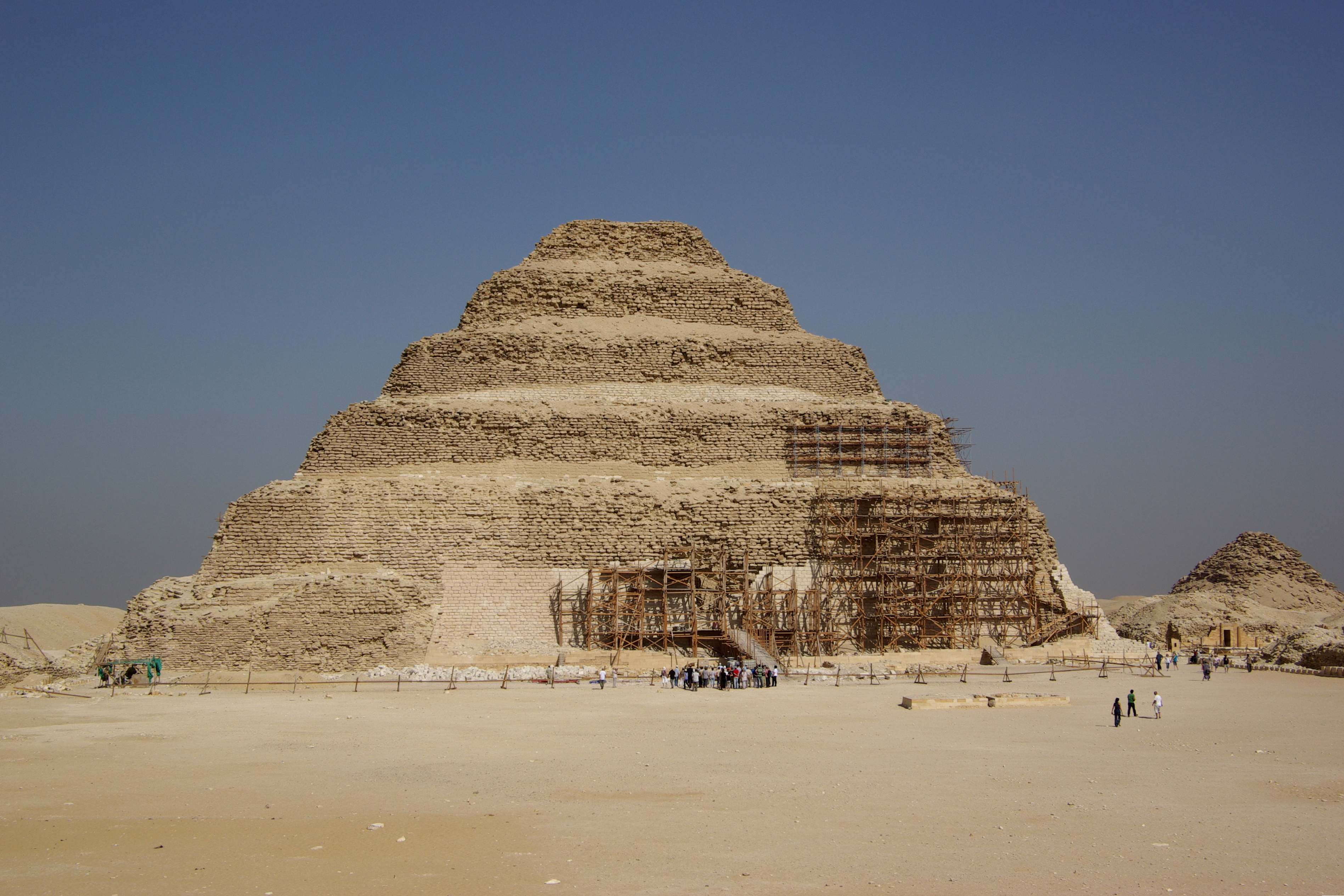
Ступенчатая пирамида Джосера в Саккаре

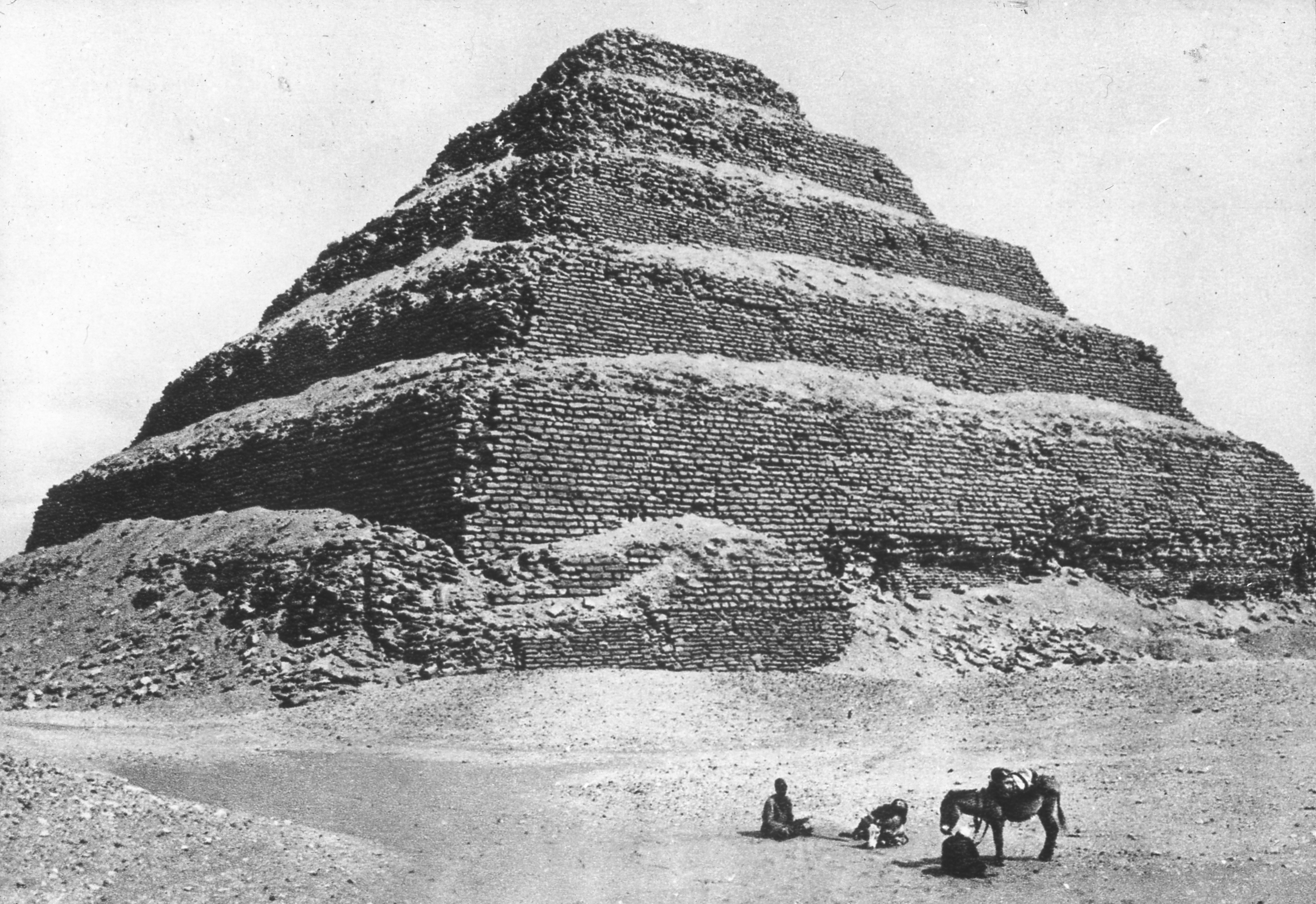
Ступенчатая пирамида Джосера, Фото до 1923 года

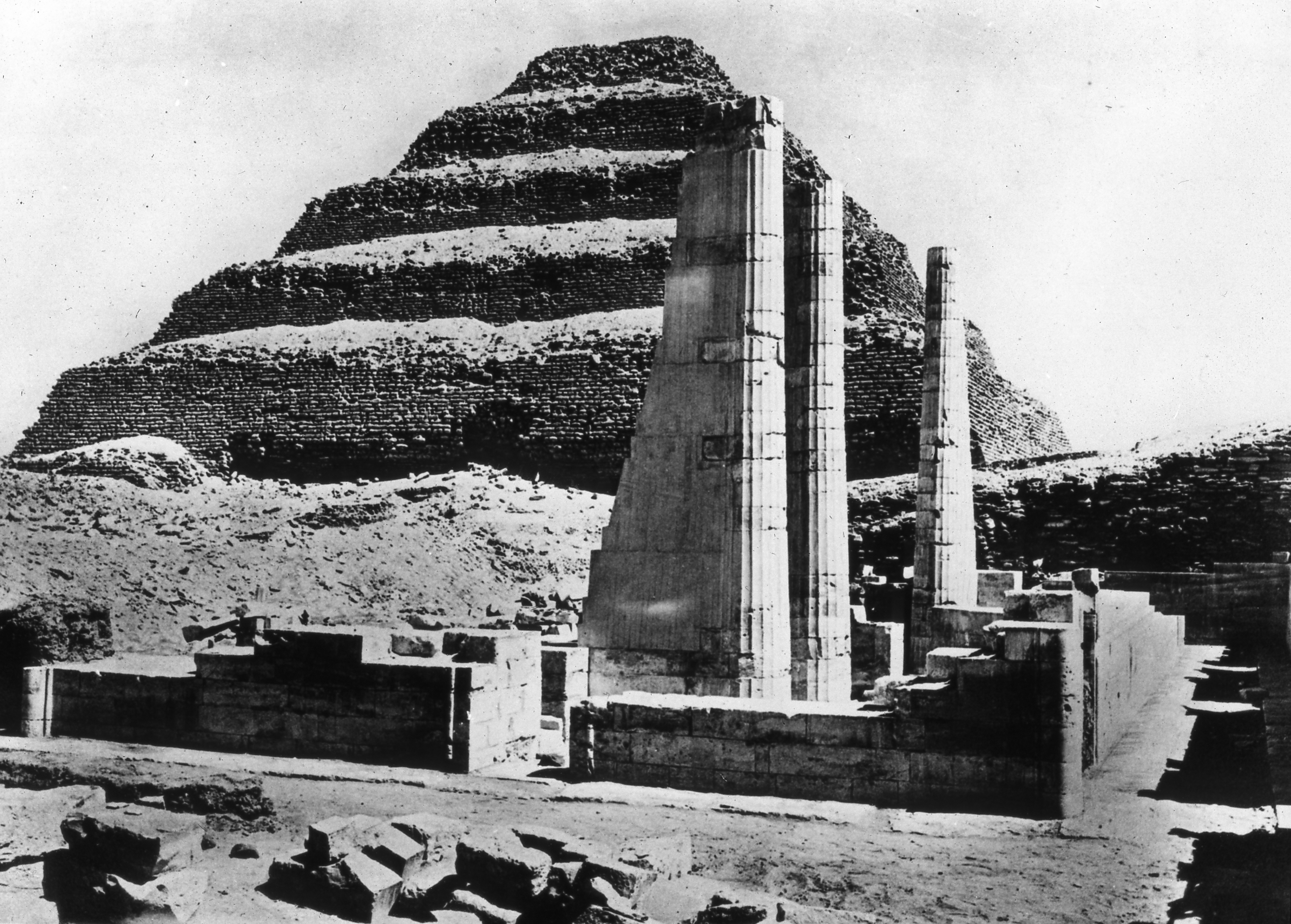
Ступенчатая пирамида и известняковые колонны

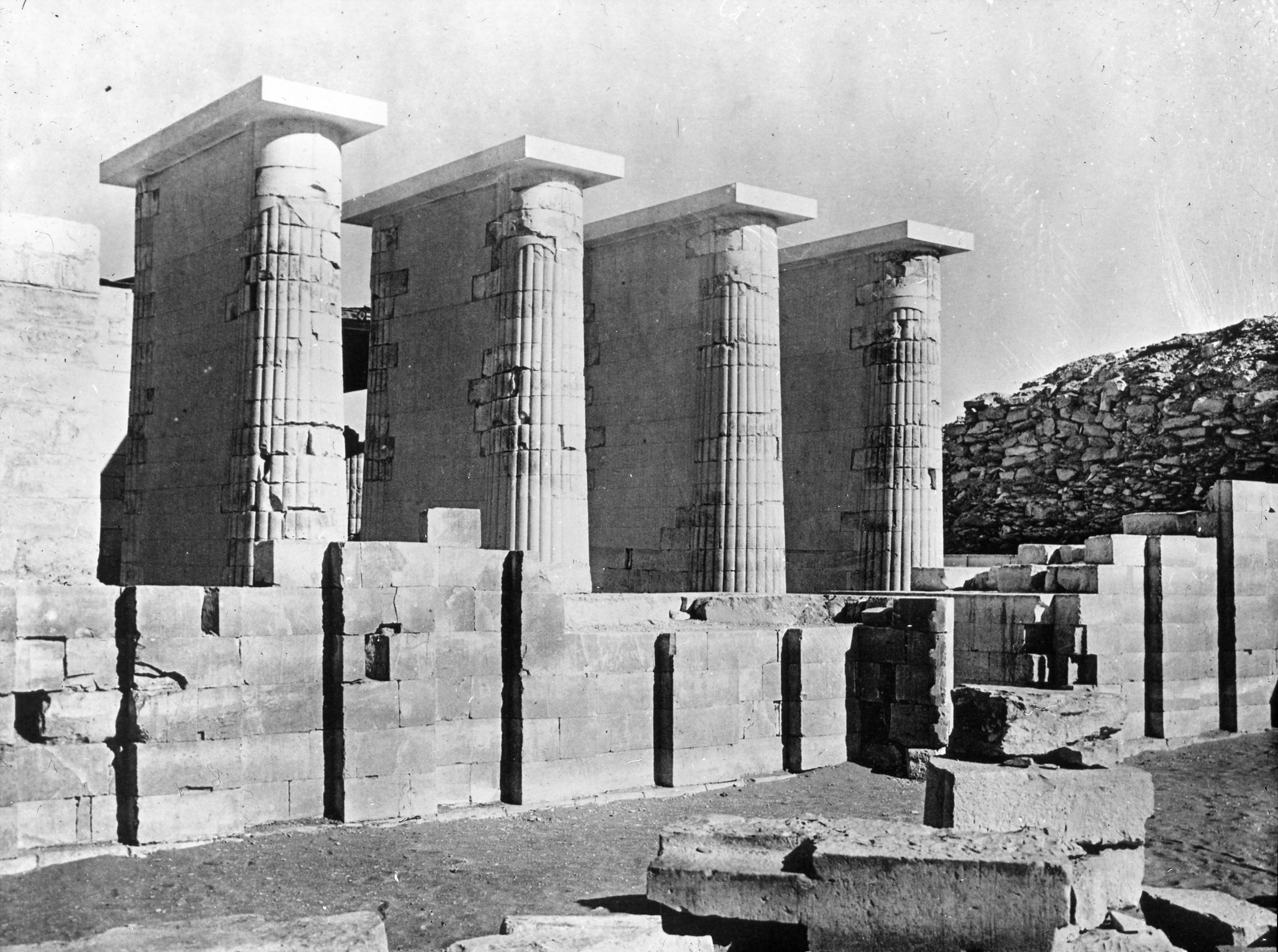
Западная колоннада некрополя Джосера

Со времени правления Джосера ведёт свою историю строительство египетских пирамид. Его ступенчатая пирамида в Саккаре была первой в Древнем Египте. Пирамида Джосера считается первым в мире каменным архитектурным сооружением. До этого гробницы строили из высушенного на солнце кирпича. Стили и формы, найденные в процессе строительства этой пирамиды, стали образцом для подражания и дальнейшего развития каменного строительства не только в Древнем Египте, но и в других цивилизованных регионах древнего мира.
Когда Джосер решил строить гробницу из нетрадиционного материала, он ещё избрал для неё традиционную форму. Сначала он повелел строить её как обычную мастабу с квадратной горизонтальной проекцией, со сторонами по 63 метра и высотой 9 метров; её ядро из известняковых блоков местного происхождения он приказал обложить отшлифованными плитами из более топкого известняка, добытого в каменоломнях на противоположном берегу Нила. Возможно, он и не выбирал этот тип гробницы, ибо не исключено, что строилась она ещё для его предшественника, а сам Джосер при вступлении на трон лишь присвоил его мастабу. Во второй фазе Джосер приказал увеличить свою гробницу со всех четырех сторон на 4 метра; должно быть, она показалась ему тесной, хоть и превышала все мастабы предыдущих царей. В третьей фазе он повелел продолжить её на 10 метров в восточном направлении, так что она приобрела форму прямоугольника; эта пристройка отводилась под молельню или под камеры с погребальной утварью. Только в четвертой фазе гробница стала превращаться в ступенчатую пирамиду: на прежнюю постройку, расширенную во все стороны примерно на 3 метра, Джосер велел поставить три террасообразные крышки высотой 40 метров. Но и эти размеры, до той поры невиданные в египетском строительстве, Джосера не удовлетворили. В пятой фазе он приказал эту (теперь уже четырехступенчатую) мастабу, или пирамиду, заново расширить, на этот раз с западной и северной сторон, и, кроме того, добавил ещё две ступени наверху. В шестой и последней фазе постройка ещё несколько увеличилась за счёт дополнительной обкладки стен плитами из турского известняка на северной, восточной и южной сторонах. Окончательные размеры её основания достигли 125 × 115 метров, высота около 61 метра. До настоящего времени пирамида Джосера сохранилась в хорошем состоянии, хотя её размеры несколько уменьшились и составляют 121 × 109 м, а высота 59 м.

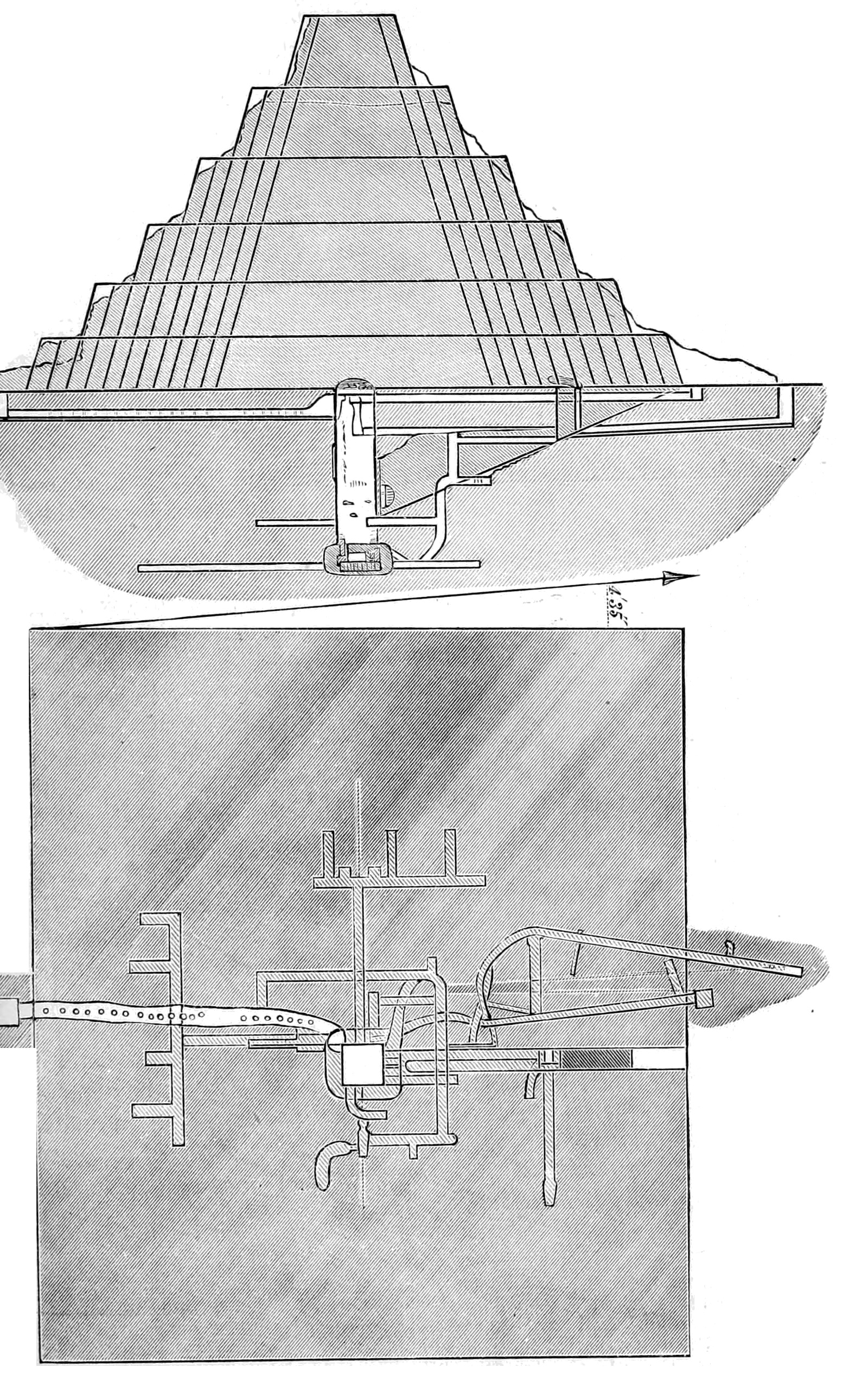
Ступенчатая пирамида Джосера в Саккаре. Разрез

С традиционной мастабой пирамиду Джосера роднило и то, что она была семейной гробницей. В более поздних, «истинных пирамидах» всегда хоронили одного только царя, в этой же похоронены (или предполагалось, что будут похоронены) все жены и дети Джосера, для которых было приготовлено 11 погребальных камер. Такому назначению соответствовала и подземная часть, которую несколько раз перестраивали в соответствии с изменениями в наземной части. Погребальная камера самого царя была не в пирамиде, а по обычаю, унаследованному от мастаб, под ней, на глубине 27,5 метра. Помещалась она точно под центром первоначальной мастабы и имела в сечении квадрат со стороной в 7,3 метра; стены её и пол были облицованы плитами из асуанского гранита, и закрыта она была массивным гранитным блоком, весящим 3,5 тонны. Первоначально в неё из центра мастабы вела вертикальная шахта; после перекрытия мастабы для доставки умершего вырубили новый наклонный проход, начинавшийся на северной стороне пирамиды. От вертикальной шахты во все стороны отходили коридоры, штольни и камеры для погребальной утвари; две такие камеры были выложены синими изразцами, которые напоминают декоративные камышовые циновки. К одиннадцати погребальным камерам членов царской семьи тоже вели шахты и коридоры со множеством боковых ходов, так что каменная подземная часть этой пирамиды, по словам Гонейма, «в буквальном смысле слова вся пробуравлена ходами, точно гигантская заячья нора».

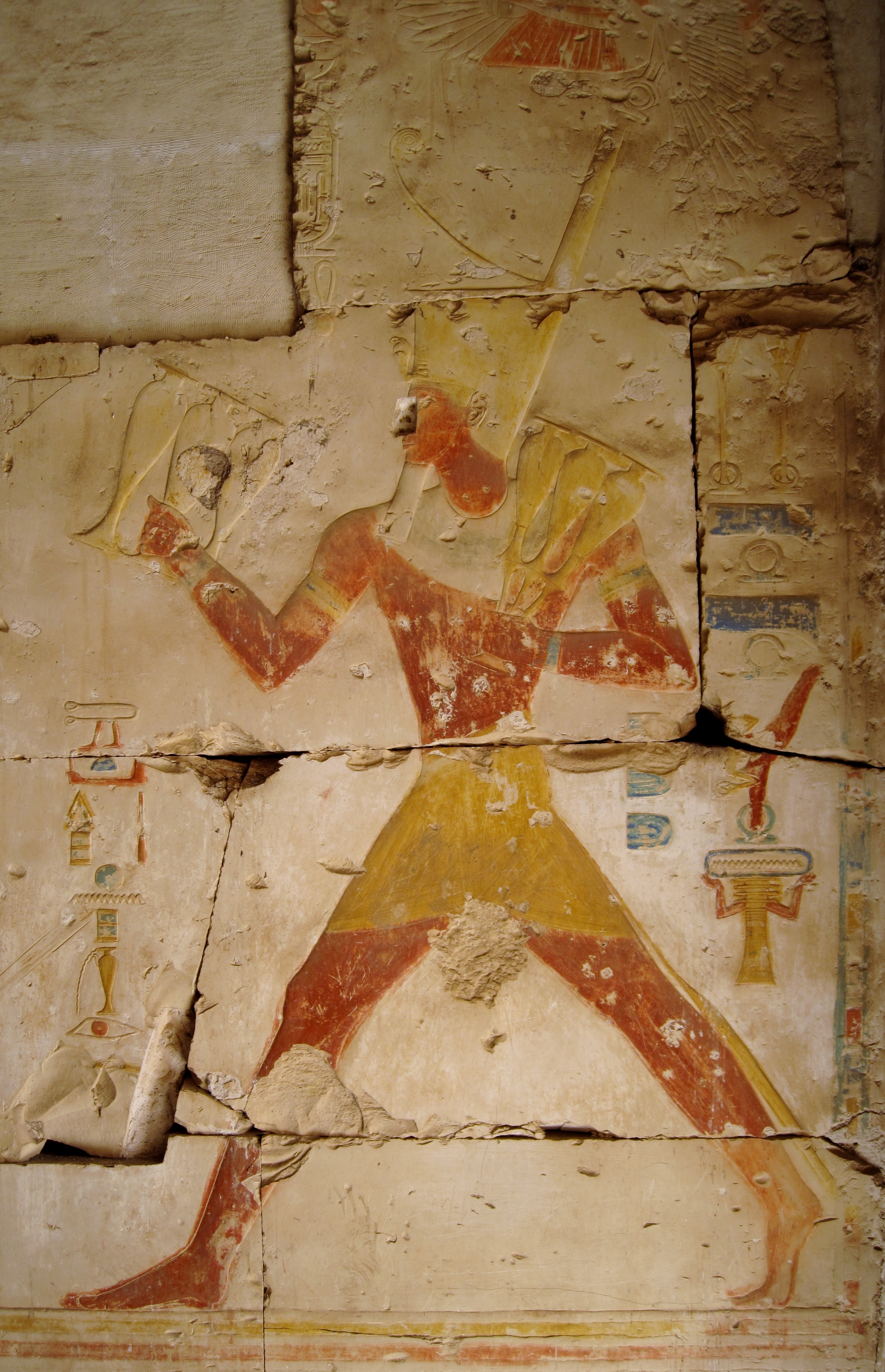

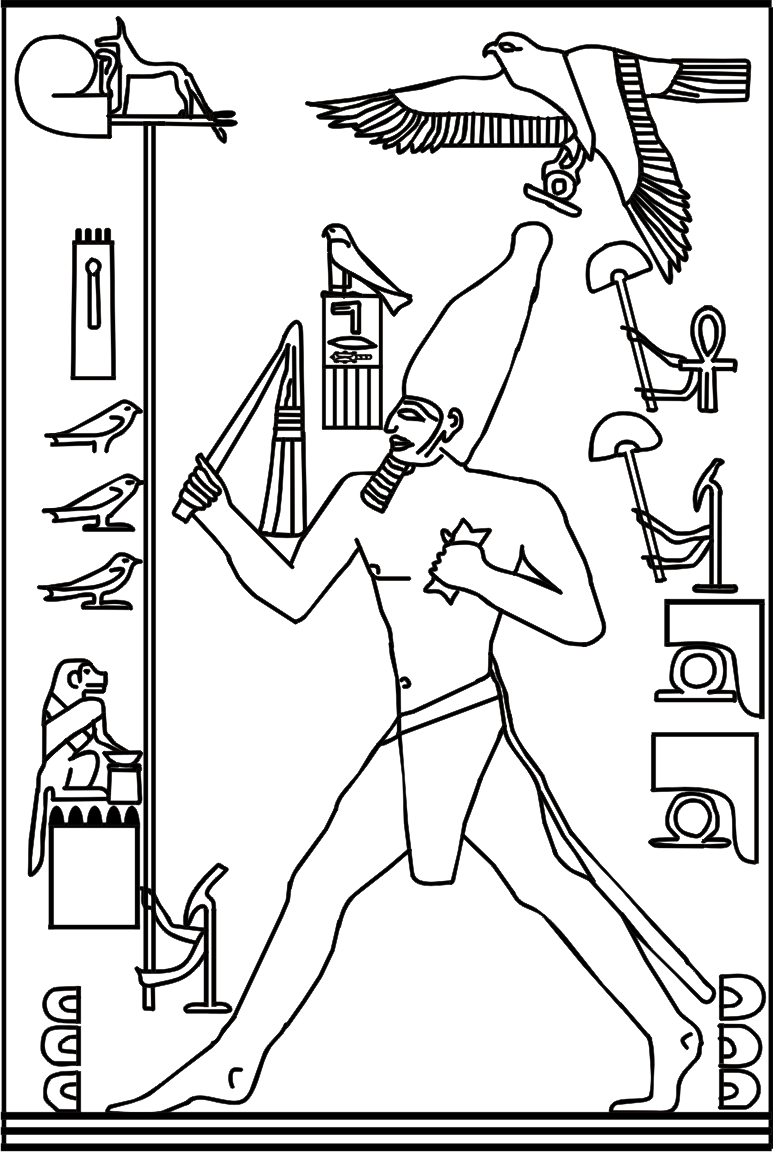
Церемониальный забег Джосера на празднестве хеб-сед. Рельефы из подземных галерей его гробницы. На верхнем рельефе фараон изображён в короне Нижнего Египта, а на нижнем — в короне Верхнего Египта

Подземелье пирамиды Джосера было давно тщательно обследовано грабителями, причём имеется несколько разных лазов, пробитых грабителями. Современные археологи обследовали эту часть пирамиды ещё тщательнее. Фёрс и Квибелл нашли в пятой погребальной камере членов царской семьи два алебастровых саркофага; в одном оказались куски разбитого деревянного позолоченного гроба с остатками мумии ребенка лет восьми. Обнаружили они и заваленный шестидесятиметровый коридор с большим количеством погребальной утвари. Так, число каменных сосудов археологи определили в 30–40 тысяч; сосудов из алебастра, аспидного сланца, порфирита, брекчии, кварца, горного хрусталя и змеевика, совсем не тронутых временем, в несколько сотен; около семи тысяч каменных сосудов удалось заново склеить. Вырезанные на них надписи включали такие имена, как Ден, Семерхет, Нинечер и Сехемиб. Возможно, Джосер восстановил изначальные усыпальницы предыдущих царей, а ценные вещи перепрятал в своём погребальном комплексе, дабы спасти от грабителей. Лауэр[уточнить] нашёл в царской погребальной камере мумифицированный остаток человеческой конечности, возможно — незамеченный остаток той, которую оттуда извлек в 1821 году Минутоли, причём, судя по древнему способу мумифицирования, не исключено, что это частичка тела самого Джосера. Ещё одно открытие сделано не в пирамиде, а близ неё. Оно принадлежит Фёрсу. В развалинах храма на северной стороне пирамиды сохранился почти неразрушенный сердаб, и в нём обнаружена незначительно тронутая временем статуя самого Джосера.
Архитектором пирамиды Джосера, согласно древнеегипетской традиции, считается высший сановник (чати) Джосера Имхотеп. Его высокое положение при дворе царя описано на основании статуи Джосера, где после титулов фараона следуют титулы Имхотепа: «хранитель сокровищницы царя Нижнего Египта, первый после царя в Верхнем Египте, распорядитель великого дворца, главный жрец Гелиополя, Имхотеп, строитель, архитектор, ваятель каменных ваз».
Пирамида была центром огромного ансамбля каменных зданий. Как и мастабы предшествовавших царей, пирамиду Джосера защищала ограда, однако она была сложена из камня и достигала без малого 10 метров высоты. Украшали её выступы и символические врата, строительные и декоративные элементы были точно такие же, как на кирпичных оградах. Каменная стена ограждала четырехугольное пространство размерами 554 × 277 метров (то есть свыше 15 гектаров, намного больше, чем у любой мастабы), и кроме самой пирамиды укрывала от сторонних взглядов все стоявшие близ неё строения. Прежде всего заупокойный храм у северной стороны пирамиды, затем два символических дворца Верхнего и Нижнего Египта (так называемые Южный и Северный дома), символические троны обеих частей страны на высоких пьедесталах, алтари и колонные залы. На этом же пространстве находилось и четырехугольное подворье с молельнями для обрядов празднества «сед», отмечавшегося в тридцатую годовщину вступления царя на престол.
Качественная имитация в каменном сооружении построек, сделанных из кирпича-сырца и дерева, является одной из наиболее характерных черт пирамидного комплекса. К примеру, ворота святилищ тщательнейшим образом вырезаны из первосортного известняка так, чтобы они напоминали деревянные, установленные в полуоткрытом положении. На них изображены задвижки, дверные петли, панели, перекладины, бруски. Имхотеп, впервые использовавший колонны, не рискнул оставлять их без опоры — они выступают из стен. Впервые здесь были сооружены каменные колонны в виде гигантских связок стеблей папируса, а также колонны с каннелюрами.

## Гробница в Бет-Халлафе

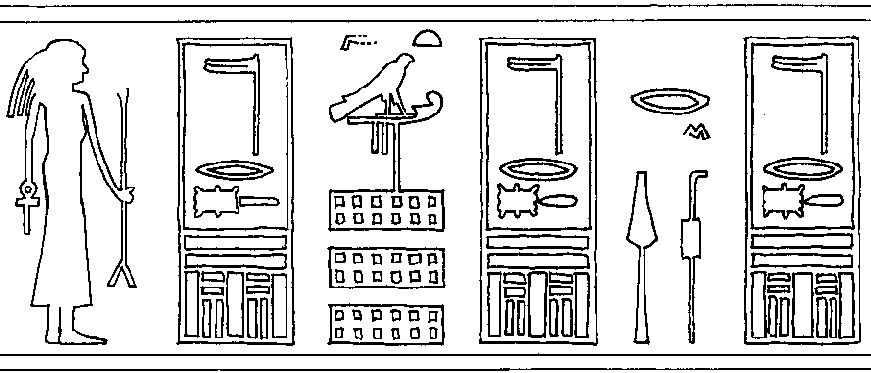
Оттиск цилиндрической печати фараона Джосера содержащий его хорово имя Хор-Нечерихет

Ещё одна царская гробница была возведена в месте, которое ныне носит название Бет-Халлаф. Оно находится примерно в 22,5 км к северу от древнего царского некрополя в Абидосе. Усыпальница представляет собой сложенную из кирпича огромную мастабу 91,4  × 45,7 м. Её высота составляет 9,1 м. Под нею на глубине свыше 15 м находятся 12 вырезанных в скальном основании помещений, к которым ведёт длинный коридор со сводчатым потолком. Его закрывали по меньшей мере пять больших камней, опущенных сверху. Этот факт доказывает, что здесь находится не кенотаф, а настоящая гробница, которую необходимо было защищать от разграбления. Профессор Гарстанг, исследовавший это сооружение, обнаружил множество фрагментов оттисков печатей на утраченных ныне сосудах, служивших заупокойными подношениями. Большая их часть содержит имя Хор-Нечерихет, что позволяет некоторым исследователям предполагать, что на самом деле фараон Джосер был похоронен именно здесь, а Ступенчатая пирамида является всего лишь кенотафом. Восемь оттисков печатей при этом содержат имя царицы-матери Нимаатхапи. Данный факт наводит на мысль, что на самом деле это её гробница, а не её сына Джосера. С другой стороны, можно высказать мысль, что наличие её имени в усыпальнице доказывает только то, что она пережила своего сына и сделала подношения в его усыпальницу.
| III династия              |                                                                   |                    |
| Предшественник: Хасехемуи | фараон Египта ок. 2665 — 2645 до н. э. (правил 19 лет и 3 месяца) | Преемник: Сехемхет |

## Память
Джосер и мудрец Имхотеп, служивший при его дворе, в поздние времена почитались и были обожествлены. Они упоминаются в Папирусе Весткар периода Среднего царства (XIII династия). В Папирусе содержатся рассказы из истории правления фараонов Джосера, Небка, Снофру и Хеопса. История Джосера сохранилась в единственном предложении, а имя главного героя (предположительно Имхотепа) утеряно.
Открытый в 1960 году поясной астероид назван в честь фараона (4907) Zoser.

### В художественной литературе
- 1985 — роман Пьера Монтлера «Имхотеп — волшебник Нила» (фр. Imhotep, le mage du Nil).
- 1990 — роман немецкого писателя Харальда Браема «Hem-On, der Ägypter».
- 1996—1998 — трилогия французского писателя Бернара Симонэ «La première pyramide».